# Store Nordiske Rockerkrig
Den Store Nordiske Rockerkrig, også blot kaldet Rockerkrigen, var en blodig og væbnet konflikt, der begyndte tidligt i 1994 og fortsatte indtil efteråret 1997 i Skandinavien og Finland, som hovedsageligt involverede rockergrupperne Hells Angels og Bandidos, men også mange støttegrupper. De byer, der først og fremmest blev berørt af rockeropgøret, var hovedstæderne København i Danmark, Helsinki i Finland, Oslo i Norge. Dertil kommer også de to sydsvenske byer, Helsingborg og Malmö.
Problemerne og konflikterne mellem medlemmerne af Hells Angels og Bandidos eskalerede som følge af, at rockergruppernes medlemmer havde interesser i relation til navnlig narkotikamarkedet, og idet begge rockergruppers medlemmer ønskede monopol på adgangen til at udøve kriminalitet inden for bestemte geografiske områder. I opgøret blev 9 bandemedlemmer dræbt i Skandinavien og mange danskere var vidner til bomber og skyderier på åben gade. I alt var der 74 mordforsøg i perioden.
Under konflikten blev der brugt bilbomber, maskingeværer, håndgranater, panserværnsraketter, håndvåben og attentatforsøg i de danske fængsler fandt også sted. Konflikten var også kostbar for politiet, der kæmpede hårdt for at få standset blodsudgydelserne. Alene i overarbejde for politibetjentene blev omkostningerne sat til omkring 50-75 mio. kroner. Der blev desuden bygget særligt sikrede rockerafdelinger i Vridsløselille- og Horsens Statsfængsel.
Som følge af rockerkrigen blev der også iværksat forbedringer af sikkerheden på forsvarets våbendepoter efter flere indbrud. Den 15. oktober 1996 blev den stærkt omdiskuterede rockerlov vedtaget i Folketinget, der blandet andet giver politiet mulighed for at forbyde rockerne at opholde sig i deres rockerborge.
Alene som følge af rockerkrigen 1996-97 blev 138 personer idømt tilsammen 240 års fængsel. Flere af de dømte fik livsvarigt fængsel for drab og drabsforsøg under opgøret. Konflikten blev bremset i sommeren 1997, da de to parter indgik en fredsaftale, med den kendte forsvarsadvokat Thorkild Høyer som mægler.
Den 25. september 1997 for snurrende tv-kameraer gav den morddømte Bent Svane Nielsen også kaldet "Blondie" fra Hells Angels og med den daværende Bandidos-præsident Jim Tinndahn hinanden hånden og udtalte: "Vi kan ikke give garantier for, at der ikke vil komme flere episoder, men vi kan gå aktivt ind og sørge for, at de personer, der træder ved siden af den samarbejdsaftale, bliver ekskluderet fra vores biker-kultur".

## Baggrund

### Overblik
Nytårsaften 1980 blev Jørn "Jønke" Nielsens motorcykelklub optaget af Hells Angels, og den første danske afdeling var nu i København. Den kæmpede imod den rivaliserende rockergruppe Bullshit fra Amager i perioden 1983-87. Kampene kostede ti mennesker livet, deriblandt to ikke-rockere. I 1984 blev motorcykelgruppen Morticians MC dannet, og i de tidligere 90'ere var der adskillige rockergrupper i hele Skandinavien. I 1992, indtil da havde Morticians og Hells Angels ellers været på god fod med hinanden, men blev nu rivaler, idet begge grupper var blevet mere og mere kriminelle. Morticians skiftede navn til Undertakers MC, som den 25. juni 1993 blev "probationary" (optaget) hos Bandidos MC med to afdelinger i henholdsvis Stenløse og Hørsholm. Bandidos' eneste europæiske afdeling på daværende tidspunkt var i havnebyen Marseille i Frankrig.
I 1994 forsøgte Hells Angels at forhindre rockergruppen Morbids MC i at vokse sig ind i en etableret gruppe i Sverige. Morbids allierede sig således med Bandidos, og blev efterfølgende optaget som prøveklub. Outlaws MC havde tilsluttet sig som sympatisører hos Bandidos i Norge. Dette førte til flere konflikter mellem de to magtfulde og lovløse grupper, Hells Angels og Bandidos, som politiet beskrev som et "dødbringende spil" for at bevise, "hvem der er den hårdeste". Mange havnebyer i Skandinavien, herunder København, blev på daværende tidspunkt brugt til at smugle narko ind fra Spanien og Holland.

## Den store Rockerkrig

### Sverige og Norge 1994/1995
Ifølge en rapport af The New York Times i 1997 havde Bandidos omkring 130 medlemmer fra mindst syv afdelinger, mens Hells Angels havde omkring 290 medlemmer fra i alt 15 afdelinger, med henholdsvis 85 medlemmer i Sverige, 110 medlemmer i Danmark, 70 medlemmer i Norge og 25 medlemmer i Finland.
Den første hændelse der fandt sted var et skyderi mod Morbids MC's klubhus i Helsingborg i Sverige den 26. januar 1994, hvor et medlem blev såret. I februar 1994 var der endnu et skyderi i byen, hvilket resulterede i at Hells Angels-rockeren Joakim Boman døde. Nogle dage senere blev der affyret en panserværnsraket mod Hells Angels' klubhus. Den 22. juni 1994 blev præsidenten for klubben Klan MC, en allieret fra Bandidos, skudt og dræbt af Hells Angels og den 19. februar 1995 nåede krigen til Norge efter et skyderi i Oslo mellem Hells Angels og Bandidos, hvor en rocker blev såret.
Michael "Joe" Ljunggren, præsidenten for Bandidos i Sverige, blev den 17. juli 1995 snigmyrdet, og Bandidos svarede igen ved at affyre panserværnsraketter mod Hells Angels klubhuse i Helsinki i Finland og Helsingborg i Sverige ni dage senere. To Bandidos-medlemmer blev senere dømt, Kai Tapio blev idømt 6 års fængsel og Antti Tauno Tapani blev idømt 4 års fængsel for angrebene. Da Bandidos præsidenten for Finland ankom til domhuset i Helsinki for at overvære retssagen blev han overfaldet af flere Hells Angels-medlemmer. En tatovørforretning blev senere udsæt for hærværk som gengældelse.
På juledag 1995 blev to Hells Angels-medlemmer overfaldet af Bandidos sympatisører på natklubben 'Stardust' i København, hvilket var med til at signalere begyndelsen af krigen i Danmark. I januar 1996 var der en række bombeattentater i Norge mod Hells Angels' prøveklub Screwdrivers MC i Hamar og deres klubhus i Oslo. Et Hells Angels værtshus blev bombet en måned senere. Den 1. marts 1996 blev Bandidos klubhuset i Helsinki angrebet, hvor to medlemmer blev såret. Jarkko Kokke, vicepræsidenten for Bandidos i Finland døde seksten dage senere på hospitalet af sine kvæstelser. To Hells Angels-prøvemedlemmer blev senere anholdt for drabet: Ilkka Ukkonen blev idømt 12 år og 6 måneders fængsel, mens Jussi Penttinen blev idømt 6 års fængsel.

### Danmark 1996
Den 10. marts 1996 var der to koordinerede angreb mod Bandidos. På parkeringspladsen foran Københavns Lufthavn blev Bandidos-rockeren Uffe Lindenskov Larsen skuddræbt og yderligere tre Bandidos-rockere blev hårdt såret. I Oslo Lufthavn, Fornebu blev Bandidos-rockeren Lars Harnes også forsøgt dræbt ved ankomsten, han blev ramt i brystet, men overlevede. Seks Hells Angels-medlemmer og associerede blev senere idømt i alt 53 års fængsel, og én fik en livstidsdom. I Danmark blev den nu afdøde rocker Michael Brokside idømt 16 års fængsel, mens Kim Jensen og Ove Witthøft henholdsvis blev idømt 8 og 6 års fængsel. Svend Erik Holst og Johnny Engelhof Nielsen blev begge idømt 12 års fængsel, mens Jørgen "Fehår" Nielsen blev idømt fængsel på livstid. I april 1996 blev der affyret panserværnsraketter mod Hells Angels' klubhuse i Snoldelev ved Roskilde og i Nørresundby i Aalborg.
Den 7. maj 1996 fik en Hells Angels-rocker sprængt halvdelen af sit ene ben af i Brønshøj. Tre Bandidos-rockere dømmes siden i sagen. Jan "Face" Krogh Jensen, en dansk Bandidos-rocker, blev skudt og dræbt i Drammen i Norge den 15. juli 1996, og flere Hells Angels-sympatisører blev beskudt nogle dage senere i Oslo. To Hells Angels-medlemmer blev også skudt og såret samme måned i Malmø i Sverige, og den 25. juli 1996 blev den fremtrædende og morddømte rocker Jørn "Jønke" Nielsen udsat for et voldsomt drabsforsøg i Jyderup Statsfængsel, da to ukendte mænd trængte ind i fængselsblokken og afgav talrige skud med en maskinpistol mod hans celledør. På gulvet foran døren detonerede de en håndgranat. Jønke blev ramt flere steder på kroppen af skud, men slap ellers uskadt fra episoden. Ingen er efterfølgende blev dømt for attentatet. Dansk Fængselsforbund krævede i april 1996 alle rockere fjernet fra de åbne fængsler efter et Bandidos-medlem også var blevet udsat for drabsforsøg i Horserød Statsfængsel tidligere samme år. Daværende justitsminister Bjørn Westh udtalte senere, at der ikke var flere rockere fra de rivaliserende klubber i de åbne fængsler, og at alle var blevet flyttet til de lukkede fængsler.
Den 21. juli 1996 blev en kraftig bombe placeret foran Hells Angels' hovedkvarter i Titangade på Nørrebro, men gik ikke af. Den 28. august 1996 blev vicepræsidenten for Hells Angels forsøgt dræbt i Helsingborg. Den 12. september 1996 detonerede en kraftig sprængladning anbragt i en Opel Kadett foran Hells Angels' tilholdssted i Roskilde. Der skete omfattende skader på klubhuset såvel som bygninger op til 100 meter væk, men ingen kom til skade. Den 6. oktober 1996 afholdte Hells Angels deres årlige "Viking Party" i klubhuset i Titangade på Nørrebro, og flere hundrede mennesker var samlet på stedet, da en panserværnsraket blev affyret overfor et liggende hustag og hamrede ind i klubhuset. To personer, herunder prøvemedlemmet Louis Linde Nielsen og Janne Krohn, der boede i Ægirsgade, og blot deltog i festen, blev dræbt på stedet og yderligere blev 19 personer såret, deriblandt den prominente præsident og spiritusdømte Christian Middelboe. Ved Østre Landsret den 13. marts 1998 blev Bandidos-rockeren Niels Poulsen idømt fængsel på livstid for raketangrebet.

### Afslutningen 1997
Ved udgangen af 1996 blev der begået flere skyderier mod Bandidos-medlemmer i Horsens og Aalborg. Den 10. januar 1997 blev den 26-årige Hells Angels-rocker Kim Thrysøe Svendsen dræbt i sin bil i Aalborg-bydelen Vejgaard, da ukendte gerningsmænd affyrede tre skud imod hans bil. Efter skuddene mistede han herredømmet over sin bil, som fortsatte ind i en lygtepæl og væltede rundt. Kriminalpolitiet efterforskede drabet og sigtede flere medlemmer af Bandidos, men på grund af manglende beviser måtte anklagemyndigheden opgive sagen, hvorefter de sigtede blev løsladt. Drabet er fortsat uopklaret. Ca. 500 Hells Angels-rockere fra Europa og USA deltog i Kim Svendsens begravelse ved Vejgaard Kirke. I februar 1997 blev et varetægtsfængslet Bandidos-medlem forsøgt dræbt, mens han sov i sin celle i arresthuset i Køge, da en panserværnsraket brød gennem panserglasset til cellen, men raketten detonerede ikke. På Amager blev endnu et Bandidos-medlem forsøgt dræbt, da han på vej til sin bil blev ramt af skud, men overlevede. Skyderiet foregik tæt ved en børnehave, og flere voksne og børn i institutionen måtte have psykologisk krisehjælp.
Bandidos svarede igen da en 26-årig mand med tilknytning til Hells Angels blev skudt ned på
Frederiksberg af en 9 mm. pistol. Den 1. maj 1997 blev et varetægtfængslet Bandidos-medlem forsøgt dræbt, idet en barbermaskine indleveret til ham i Vestre Fængsel indeholdt 95 gram sprængstof. Barbermaskinen ville have eksploderet, hvis han havde sat den i en stikkontakt, men fængselspersonalet fattede mistanke og beslaglagde den. I samme måned blev der begået yderligere fire drabsforsøg mod Bandidos-medlemmer, en supporter blev ramt af skud fra en pencilpistol i Køge, en molotovcocktail blev kastet mod en Bandidos-sympatisørs lejlighed i København, tre personer med relation til Bandidos blev ramt af skud i Aalborg og et tidligere medlem blev beskudt i sin bil i Malmø.
Den 4. juni 1997 eksploderede en bilbombe foran Bandidos-klubhuset i Drammen i Norge, hvor en tilfældig forbipasserende, Irene Astrid Bækkevold blev dræbt. Hells Angels-rockeren Torkjel Alsaker blev i 2002 idømt 16 års fængsel for attentatet. Tre dage senere blev den 24-årige Bandidos-rocker Bjørn Gudmandsen skuddræbt og tre andre rockere blev såret foran restauration 'Lisestuen' i Liseleje i Nordsjælland. Efter nedskydningen af rockerne, der var på et fredeligt besøg på 'Lisestuen', flygtede gerningsmanden i sin bil til et rocker-tilholdssted i Tjæreby syd for Roskilde. Her blev han senere samme aften anholdt, fordi flere vidner havde noteret sig bilens nummer. Det var hans egen bil, som blev ført af en ven, hvis identitet han aldrig har røbet, og det var derfor relativt nemt for politiet at spore ham til det rockerværksted, som man vidste, han holdt til i. Den 20. november 1998 blev Hells Angels-rockeren Vagn "Krudt" Smidt idømt fængsel på livstid for drab og tre drabsforsøg. Den sidste hændelse i rockerkrigen fandt sted den 11. juni 1997 i Bandidos' klubhus i Dalby, da klubhuset var luremineret med en håndgranat.
Den 25. september 1997 bragte TV Avisen et indslag med Bent "Blondie" Nielsen fra Hells Angels og Jim Tinndahn fra Bandidos, hvor de udtalte, at de to rockergrupper havde indgået en fredsaftale. Den 1. november 1997 kørte de to grupper en fredstur gennem i København og politiet gav i hele november 1997 frit lejde til at aflevere ulovlige våben og sprængstoffer.

## Efterspil
I september 1996 blev der oprettet en Task force-gruppe, der bestod af drabsefterforskere fra Rigspolitichefens Rejseafdeling, drabsafdelingen i Københavns Politi samt enkelte medarbejdere fra politikredsene Aarhus, Odense og Roskilde. Folketinget vedtog den 10. oktober 1996 en særlov, populært nævnt som "rockerloven", og loven trådte i kraft den 15. oktober 1996. Ved udgangen af 1996 og frem til slutningen af rockerkrigen, fungerede den kendte forsvarsadvokat Thorkild Høyer, som fredsmægler.
Rockerkrigen endte med i alt 11 dræbte, af de dræbte havde fire personer relation til Hells Angels og fem til Bandidos, medens de sidste to var henholdsvis gæst til en fest og forbikørende i en bil samt 74 drabsforsøg. Yderligere blev 96 personer såret heraf 40 med relation til Hells Angels og 34 til Bandidos, medens 22 ikke havde tilknytning, men tilfældigvis blev ramt blandt andet i forbindelse med bombesprængninger.

## Nye sammenstød

### Drabet på Claus Bork Hansen
Den 21. marts 2001 blev den 37-årige og tidligere Bandidos-rocker Claus Bork Hansen skuddræbt med 26 skud på A.F. Beyersvej i Vanløse, efter han kom hjem fra et restaurantbesøg med sin kæreste. Politiet havde flere gange, senest dagen før, advaret ham om, at han var på Bandidos' dødsliste og tilbød ham beskyttelse, men eks-præsidenten afslog. Han var blevet smidt ud af Bandidos i unåde og havde omdannet sin gamle Bandidos afdeling i Hedehusene til klub for »Red & White«, støtteklub for den rivaliserende rockergruppe Hells Angels. Kriminalpolitiet efterforskede drabet, og anholdte senere fire fuldgyldige medlemmer af Bandidos og sigtede dem for drabet.
Under retssagen kom det frem, at Bandidos og Hells Angels holdt krisemøde på gaden foran en café på Sankt Hans Torv på Nørrebro, to aftener før eks-præsidenten i Bandidos Claus Bork Hansen, blev skuddræbt på gaden i Vanløse. I Østre Landsret afviste den mordtiltalte præsident for Bandidos i Roskilde Karl Martin Thorup, at krisemødet mellem Bandidos og Hells Angels på Sankt Hans Torv drejede sig om Claus Bork Hansen og hans flirten med Red & White. Det kom senere frem i landsretten, at Bandidos og Hells Angels frygtede en ny rockerkrig, fordi Claus Bork Hansen var mistænkt for at sætte de to klubber op mod hinanden som hævn for sin »fyring« fra Bandidos.
Karl Martin Thorup sagde, at mødet på Sankt Hans Torv var om tre medlemmer af Red & White fra Reerslevvej, som Bandidos tidligere havde bedt HA om at smide ud – fordi de havde et udestående med Bandidos. Mødet mellem Bandidos og Hells Angels er dokumenteret på en telefonaflytning, hvor »Chester« fra Bandidos ringer og inviterer Karl Martin Thorup med til mødet med Hells Angels præsident »JamJam«, Søren Eiberg, og »Basker-Hans«, Hans Nielsen. Aflytningen viser, at selvom de to rockergrupper har sluttet fred er tonen ikke ligefrem elskelig. Bandidos-præsident Karl Martin Thorup råber, da han hører, at »Basker-Hans« kommer med: »Så skal jeg skrige den latterlige, tynde narkoman lige ind i hovedet, så han dør!«.
I Østre Landsret fortalte Thorup, at mødet forløb i fred og fordragelighed: »Det drejede sig om tre »Red & White«, der havde lavet noget ballade og som vi havde bedt om at få smidt ud, men der var ikke sket noget. Og så var der én fra »Basker-Hans« familie, der havde hevet trøjen af en, forklarede han i landsretten. Ledelsen af rockergruppen Hells Angels godkendte på et møde med topfolkene i Bandidos, at Bandidos-folk selv kunne myrde deres tidligere leder, Claus Bork Hansen. Dette sagde vicestatsadvokat Karen-Inger Bast, da hun forelagde sagen for nævningerne i landsretten;
»Vi ved, at Claus Bork Hansen efter bruddet med Bandidos fik støttegruppen til Hells Angels – Red and White support – ind i klubhuset i Hedehusene, der tidligere havde huset Bandidos. Vi ved, at Hells Angels var involveret i problemerne omkring Claus Bork Hansen, og at hvis man melder sig ind i Red and White Support, så er man også beskyttet af Hells Angels.«
Den 12. april 2002 ved Østre Landsret blev den 41-årige tidligere professionelle soldat i Den Kongelige Livgarde Jens Christian Thorup idømt fængsel på livstid for drabet. De 12 nævninger og tre landsdommere besluttede også, at han skulle indlægges på et psykiatrisk hospital, da retslægerådet fastslog, at han var sindslidende. Yderligere tre Bandidos-rockere blev frikendt for henholdsvis udførelsen og planlægningen af drabet på Claus Bork Hansen på A.F. Beyersvej den 21. marts 2001. Dermed fulgte de 12 nævninge landsdommer A. F. Wehners anbefalinger, som dommeren kom med under sin retsbelæring den 11. april 2002.
De tre frifundne var den 31-årige Kent Sørensen også kaldet "Kemo", den 32-årige Karl Martin Thorup og den 29-årige Peter Buch Rosenberg. Den morddømte Jens Christian Thorup blev sat til afsoning og anbragt på Sikringsanstalten ved Amtssygehuset i Nykøbing Sjælland. Den 15. januar 2003 besluttede Højesteret, at han skulle have nedsat sin straf til 16 års fængsel. Efterfølgende blev han raskmeldt og afsoner i dag sin fængselsdom i et lukket fængsel.

### Knivdrabet på Flemming Jensen
Natten til den 12. august 2001 blev den 28-årige Bandidos-sympatisør Flemming Jensen knivdræbt på værtshuset Robin i Jomfru Ane Gade i Aalborg, da han kom i slagsmål med med flere HA-rockere. Under slagsmålet blev Flemming Jensen slået, trampet, sparket og stukket ihjel med otte knivstik, som blev udført af flere medlemmer fra Hells Angels.
Den 28-årige Flemming Jensen var fra Langå i Østjylland, og han blev i maj 2001 gift og var dermed stedfar til to småbørn. Han var en kendt figur i bybilledet i Langå og Randers, og var før sommeren 2000 tæt på inderkredsen i den stærkt kriminalitets-belastede Randers-bande Cerberus. Cerberus-banden og deres venner i Randers-rockergruppen Piraterne stod traditionelt nær Bandidos, men i sommeren 2000 skiftede Piraterne pludselig side og sluttede sig til Hells Angels. Ifølge kilder med indgående kendskab til bande-uvæsenet i Randers forblev Flemming Jensen dog loyal over for de gamle venner i Bandidos-kredsene (tidligere Bullshit i Randers), men havde efter Cerberus-opløsningen ingen fast tilknytning til grupper eller bander. Ifølge Bandidos-præsidenten Jim Tinndahn var den dræbte dog ikke aspirant til rockergruppen, men havde afsonet en dom sammen med Bandidos-rockere i Statsfængslet i Nyborg.
Kriminalpolitiet anholdt kort efter Jørn "Jønke" Nielsen, som blev sigtet for grov vold med døden til følge, da han ifølge vidner havde sparket og trampet på Flemming Jensen. Den 21-årige Hells Angels-prospect Jesper Østenkær Kristoffersen tilstod, at det var ham der førte kniven. Den 7. februar 2002 ved byretten i Aalborg, blev Jesper Østenkær Kristoffersen idømt 6 års fængsel for vold med døden til følge. Den 4. april 2002 blev Jønke frikendt ved byretten i Aalborg. Han blev dog den 18. september 2002 ved Landsretten idømt 4 års fængsel for grov vold.
Den 17. august 2001 blev Flemming Jensens begravelse afholdt i Værum Kirke, hvor over 100 mennesker deltog i begravelsen. En højtrangerende Bandidos-rocker lovede hævn efter drabet på deres kammerat Flemming Jensen. Chefkriminalinspektør Aage Nørgaard fra Aalborg Politi udtalte dog til BT at: "Når rockerne siger, de vil hævne drabet, er det jo nærmest deres slogan. Det siger de altid. Jeg sammenligner det med, når Dronningen siger »Gud bevare Danmark«". Det kom dog heller aldrig til nogle nye sammenstød.

### Konflikter i 2010
I 2010 udtalte Bandidos, at fredsaftalen fra 1997 var brudt sammen, dels fordi at Hells Angels havde optaget seks tidligere Bandidos-medlemmer. Efterfølgende er det kommet til nogle voldelige sammenstød med Hells Angels, blandt andet i Esbjerg.
Bandidos har også oprettet nye afdelinger i Odense og på Amager, hvor ellers kun Hells Angels har haft tilholdssted.